# بخش مرکزی شهرستان ترکمن
بخش مرکزی شهرستان ترکمن یکی از بخش‌های شهرستان ترکمن در استان گلستان ایران است.

## تقسیمات کشوری
- بخش مرکزی شهرستان ترکمن
  - دهستان جعفربای جنوبی

شهر: بندر ترکمن

## جمعیت
بنابر سرشماری مرکز آمار ایران، جمعیت بخش مرکزی شهرستان ترکمن در سال ۱۳۸۵ برابر با ۶۳٬۷۷۱ نفر بوده‌است.